# Hollywood Hills
Pour les articles homonymes, voir Hollywood (homonymie).
Hollywood Hills (en français : « les collines de Hollywood ») est un quartier de la ville de Los Angeles, en Californie, situé dans les monts Santa Monica.

## Présentation
Hollywood Hills, constitutif des Monts Santa Monica, est bordé par les quartiers de Los Feliz et de Hollywood, le sud de la vallée de San Fernando, la Pacific Coast Highway, Malibu et Pacific Palisades.
Hollywood Hills constitue la limite nord du bassin de Los Angeles. Le développement immobilier y est soutenu depuis les années 1920. Parmi les endroits remarquables, le secteur comprend Mulholland Drive, Laurel Canyon, Nichols Canyon et compte de superbes propriétés appartenant à la jet-set (notamment la Stahl House).
L'appellation « Hollywood Hills » désigne à l'origine les collines voisines par le nord de West Hollywood et de Hollywood. Le sens s'est cependant élargi ces dernières années et inclut désormais Benedict et Coldwater Canyons.

## Démographie
Selon le Los Angeles Times, ethniquement, le quartier est composé de la manière suivante : 74,1 % de la population est blanche non hispanique, 9,4 %  hispanique, 6,7 % asiatique, 4,6 % afro-américaine et 5,3 % appartient à une autre catégorie ethno-raciale.

## Personnalités
Sont morts à Hollywood Hills :
- Jack Albertson, acteur américain, 1981
- George Harrison, musicien et membre des Beatles, 2001
- Royce D. Applegate, acteur américain, 2003
- Sean McClory, acteur américain, 2003
- Russ Meyer, réalisateur américain, 2004
- Robert Pastorelli, acteur américain, 2004
- Curtis Harrington, réalisateur, scénariste, acteur et producteur américain, 2007
- Stanley Kamel, acteur américain, 2008
- Anne Friedberg, universitaire et théoricienne du cinéma américaine, 2009
- Gore Vidal, romancier américain, 2012
- Curtis Hanson, réalisateur, producteur, scénariste et acteur américain, 2016
- Pop Smoke, drill rappeur, compositeur et interprète américain, 2020